# Jordi López Caravaca
Jordi López Caravaca   (Badalona, 14 d'agost de 1998) és un ciclista català, que realitza ciclisme de carretera. Actualment milita a l'equip Kern Pharma.
La seva primera victòria com a professional la va aconseguir a la segona etapa del Tour de Taiwan 2023.

## Palmarès en ruta

### Palmarès amateur
- 2018
  - 1r a la Clàssica Issac Gálvez
- 2020
  - Vencedor de la Copa d'Espanya de ciclisme sub-23
  - 1r a la Prova Alsasua

### Palmarès professional
- 2023
  - Vencedor d'una etapa al Tour de Taiwan
- 2025
  - Vencedor d'una etapa al Gran Premi Beiras i Serra da Estrela